# Fuad Shukr
Fuad Shukr o Fuad Shukar (àrab: فؤاد شكر, Fuʾād Xukr), conegut amb els sobrenoms Al-Hajj Mohsen o Mohsen Shukr (Al-Nabi Shayth, 15 d'abril de 1962 - Haret Hreik, 30 de juliol de 2024), va ser un líder libanès que va ocupar alts càrrecs a Hezbol·là. Shukr, membre de la generació fundadora de Hezbol·là, va ocupar llocs importants dins de l'organització des de principis dels anys 1980. Durant més de quatre dècades, va ser una de les principals figures militars del grup i va ser assessor militar del seu líder, Hassan Nasral·là. Designat com a terrorista pels Estats Units el 2013, va ser assassinat per un atac aeri israelià el juliol del 2024.

## Biografia

### Joventut
Fuad Shukr va néixer l'any 1962 al poble d'Al-Nabi Shayth, al districte de Baalbek, al Líban, que també és el lloc de naixement del cofundador de Hezbol·là Abbas al-Musawi. Després de la creació de Hezbol·là, el poble es va convertir en un dels seus principals feus. S'ha considerat la casa del clan Shukr a Al-Nabi Shayth com l'últim lloc conegut on va ser el pilot israelià Ron Arad, que va desaparèixer el maig de 1988.
Fuad Shukr va rebre entrenament militar a la Universitat Imam-Hossein de Teheran.

### Activitats dins de Hezbol·là
Des de la creació de Hezbol·là per part del Exèrcit dels guàrdies de la revolució islàmica als anys vuitanta, Fuad Shukr en va ser una de les seves figures principals. Formava part de la generació fundadora de l'organització i en va ser el seu comandant militar de més alt rang a partir del 2016, servint com a assessor en operacions militars del líder de Hezbol·là Hassan Nasral·là. Com a cap militar de l'organització al sud del Líban, va ser membre del Consell de la Gihad, on era responsable d'assessorar la direcció de Hezbol·là en tots els assumptes relacionats amb les operacions militars, inclosa la formació amb la Força Quds de la Guàrdia Revolucionària.
Col·laborador proper d'Imad Mughniyah, Mustafà Badreddine i Mustafà Shahada, Fuad Shukr va lluitar contra les forces armades israelianes (FDI) després de la invasió israeliana del Líban el 1982. Va participar en la planificació i execució d'atacs amb bombes contra la caserna de Beirut el 1983, que van provocar la mort de 307 persones, entre elles 241 soldats nord-americans i 58 soldats francesos («atac Drakkar»).
Segons la intel·ligència nord-americana, Fuad Shukr va ser enviat a Teheran el 1994 per fer-se càrrec d'un enviament de míssils Stinger procedents de l'Iran. El 2008, va succeir a Imad Moughniyah, que havia mort en un atac amb bomba, com a «braç dret» del líder suprem de Hezbol·là, Hassan Nasral·là. A l'inici de la Guerra Civil siriana, va ser el comandant militar de Hezbol·là al sud del Líban, el seu sector més important. Segons alguns informes, el 2016 Fuad Shukr va substituir Badreddine com a comandant militar de Hezbol·là, després que Badreddine fos assassinat durant la intervenció de Hezbol·là a la Guerra Civil de Síria.
Segons l'exèrcit israelià, Fuad Shukr havia estat responsable del programa d'armes avançades de Hezbol·là, inclosos els seus míssils guiats de precisió, míssils de creuer i coets de llarg abast. Les FDI també afirmen que va participar directament en el robatori dels cossos de tres soldats israelians durant una operació de Hezbol·là a la frontera israeliana l'octubre de 2000. Els cossos van ser retornats per l'organització com a part d'un acord d'intercanvi de presoners el 29 de gener de 2004, orquestrat pel líder de Hezbol·là Qais Obeid.
Hauria tingut «un paper protagonista» en els atacs regulars de Hezbol·là contra el territori israelià, des de l'inici de la Guerra entre Israel i Hamàs. Se'l considera especialment responsable de l'atac amb coets a Majdal Shams, que va matar dotze nens drusos el 27 de juliol de 2024.

### Assassinat
El 30 de juliol de 2024, Fuad Shukr va ser l'objectiu d'un atac aeri israelià a Haret Hreik, un barri dels suburbis del sud de Beirut. Les primeres dades indiquen que va sobreviure a l'atac, però fonts de seguretat libaneses properes a Hezbol·là van anunciar que el seu cos va ser trobat sota les runes l'endemà de l'atac. Finalment es va confirmar la seva mort. L'atac també va matar cinc civils i va ferir 80 persones més.
El primer ministre del Líban, Najib Mikati, va denunciar l'atac realitzat dins territori libanès, qualificant-lo d'«agressió flagrant». També va ser denunciat per l'Iran, partidari de Hezbol·là, i per Rússia, aliat de l'Iran.

## Sancions i processaments dels EUA
El 2013, el Departament del Tresor dels Estats Units va designar Fuad Shukr com a terrorista internacional. El Departament d'Estat el va afegir al seu programa antiterrorista Rewards for Justice (RFJ) el 10 d'octubre de 2017, juntament amb el cap d'operacions exteriors de Hezbol·là, Talal Hamiyah. Els Estats Units oferien cinc milions de dòlars per a la informació que conduís a la seva detenció. Aquestes recompenses eren les primeres atorgades a personalitats de Hezbol·là en una dècada.